# Erik Johannessen (calciatore 1971)
Erik Johannessen (31 dicembre 1971) è un ex calciatore norvegese, di ruolo difensore.

## Carriera

### Club
Johannessen cominciò la carriera con la maglia del Brann. Esordì nella Tippeligaen in data 16 giugno 1991, subentrando a Jan Eivind Brudvik nel successo per 3-0 sul Lyn Oslo. Il 2 ottobre 1994, segnò l'unica rete nella massima divisione norvegese: contribuì infatti al successo per 3-2 sul Rosenborg. Nel 1998 passò allo Åsane.